# آلتو کریزال
التو کریزال (به اسپانیایی: Alto Carrizal) یک منطقهٔ مسکونی در آرژانتین است که در ایالت لا ریوخا، آرژانتین واقع شده‌است.